# Рамаз Хотіварі
Рамаз Хотіварі (груз. რამაზ ხოტივარი; 23 червня 1946—7 травня 2021) — грузинський кінорежисер.

## Фільмографія

### Режисерські роботи
- 1973 — Пригоди Лазаре
- 1975 — Чірікі і Чікотела (у кіноальманасі «Непрохані гості»)
- 1982 — Дмитрій II
- 19?? — Кавказьке крейдяне коло
- 19?? — Євангеліє від Марка

1. 1 2  http://geocinema.ge//ka/persons/5336